# هکتور آوالوس
هکتور آوالوس (به انگلیسی: Hector Avalos) (زاده ۸ اکتبر ۱۹۵۸) استاد مطالعات دینی در دانشگاه ایالتی آیووا، پژوهشگر کتاب مقدس و یک نویسنده در حوزه دین است. آوالوس یک خداناباور و طرفدار اخلاق انسان‌گرایی سکولار است.